# RedBoot
RedBoot是開放原始碼的啟動程式之一，使用eCos即時作業系統的硬體抽象層以提供嵌入式系統自我啟動的韌體。RedBoot可用於開發與量產的產品中。
RedBoot可藉由串列埠或以太網埠下載並執行嵌入式應用軟體，包括嵌入式Linux與eCos。另外，RedBoot可結合GNU除錯器（GDB），在嵌入式軟體的開發與除錯階段提供除錯支援。藉由串列埠或以太網埠，RedBoot也提供互動式的命令列介面（CLI）來管理快閃記憶體映像檔（image）、映像檔下載、RedBoot組態......等功能。如果要自動安裝或自動啟始，也可以利用儲存在快閃記憶體中的啟動腳本檔（boot script），來從快閃記憶體、硬碟或TFTP伺服器載入映像檔。

## 範例
- RedBoot可見於某些使用快閃記憶體，基於OpenWrt韌體的無線網路路由器。

## 外部連結
- http://ecos.sourceware.org/redboot/（页面存档备份，存于）
- http://www.ecoscentric.com/ecos/redboot.shtml（页面存档备份，存于）